# 雷曼工廠 (亞利桑那州)
雷曼工廠（英語：Lehman Mill）是位於美國亞利桑那州亞瓦派縣的一個非建制地區。該地的面積和人口皆未知。

## 地理
雷曼工廠的座標為34°05′45″N 112°27′45″W / 34.09583°N 112.46250°W，而該地的平均海拔高度為1172米（即3845英尺）。